# Citrinophila erastus
Citrinophila erastus är en fjärilsart som beskrevs av William Chapman Hewitson 1866. Citrinophila erastus ingår i släktet Citrinophila och familjen juvelvingar. Inga underarter finns listade i Catalogue of Life.

## Bildgalleri

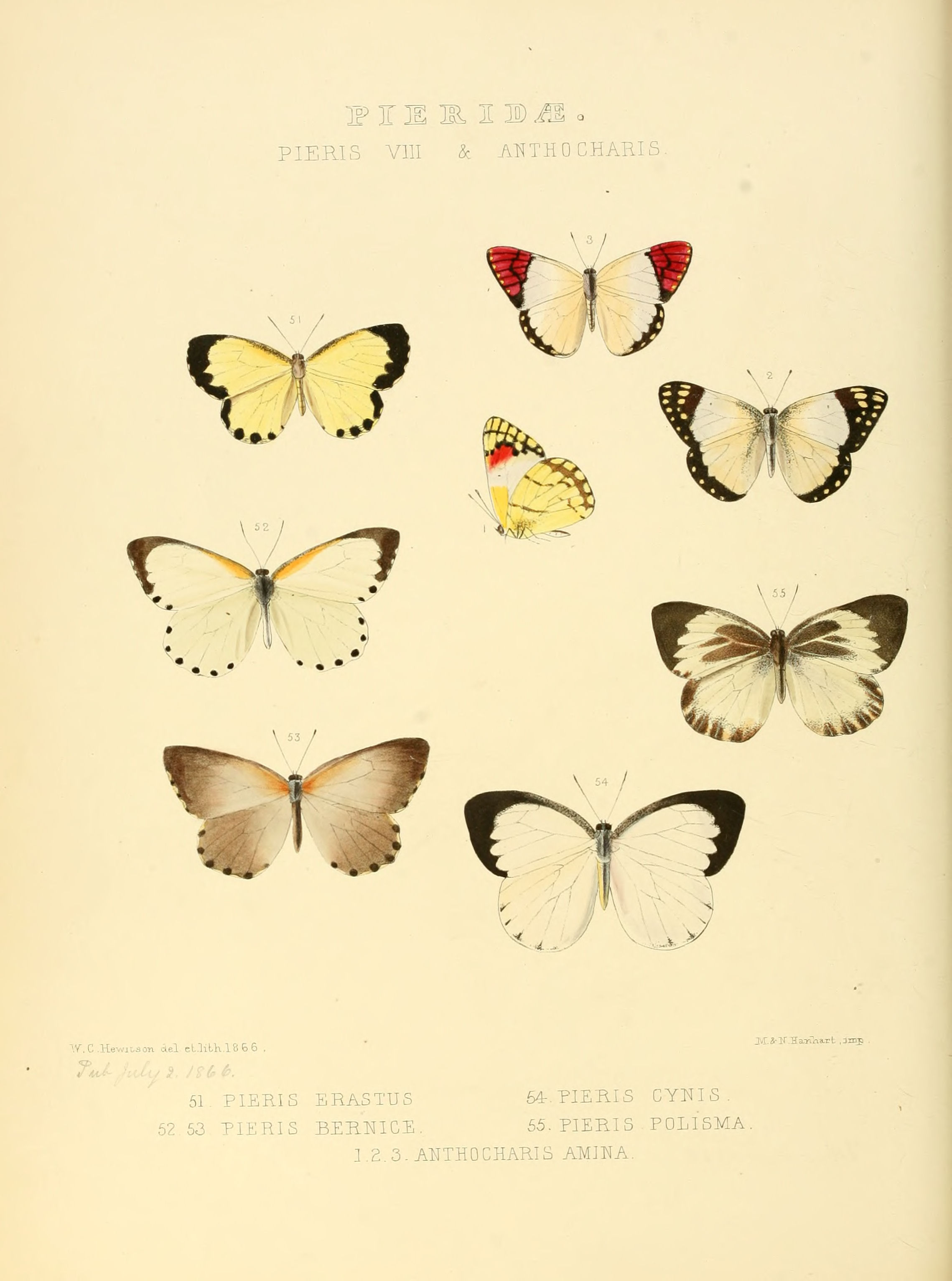